# Johann Richwin
Johann Richwin von Broich (von dem Bruch) oder Johannes Reichwein (* vermutlich in Fredeburg oder auf Haus Bruch an der Wied; † zwischen 1552 und 1556 vermutlich in Bonn) war ein deutscher Jurist, Diplomat und Rat mehrerer Kölner Bischöfe.

## Leben

### Vogt des Erzbischofs Hermann V. von Wied in Bonn
Johann Richwin stammte aus dem Adelsgeschlecht derer von dem Bruch, das Vögte von Hundem und im 15./16. Jahrhundert Kurkölner Drosten zu Fredeburg stellte. Er erwarb das Lizenziat der Rechtswissenschaft und wurde Kurkölner Vogt in Bonn. Der Vogt – mundartlich „de Vaedt“ – führte die Oberaufsicht über die Bonner Marktsiedlung.
Im November 1542 bat Richwin im Auftrag des Kölner Erzbischofs Hermann V. von Wied (reg. 1515–1547) beim Straßburger Stadtrat um Urlaub für Martin Bucer nach Kurköln. Es gelang ihm bei dieser Mission nicht, auch Kaspar Hedio für die Mitarbeit bei der Kölner Reformation zu gewinnen. Nach der Ankunft Bucers in Bonn am 14. Dezember 1542 wurde dieser schon am nächsten Tag zu Hermann von Wied in das Jagdschloss Buschhoven gerufen. Am folgenden Tag begleitete Richwin Bucer zurück nach Bonn und überbrachte dem Kapitel bzw. dem Dechanten Adam Richardi († 1551) des Stiftes St. Cassius und Florentius Anweisungen des Erzbischofs. Am 17. Dezember predigte Bucer das erste Mal im Bonner Münster.
Philipp Melanchthon erwähnt Richwin während seines Bonner Aufenthaltes 1543 in Briefen an Petrus Medmann und Hieronymus Schreiber.
1544 vertrat Johann Richwin Kurköln auf dem Reichstag zu Speyer. Neben dem Erzbischof selbst gehörten dort noch u. a. Jakob Omphal und Johannes Gropper zur Kurkölner Delegation. Richwin schrieb aus Speyer an Melanchthon. Melanchthon bat Albert Hardenberg 1545, Richwin einen seiner Briefe zu zeigen.

### Diplomatische Missionen nach der Kölner Reformation
Nach dem Ende der Kölner Reformation und dem Rücktritt von Erzbischof Hermann V. blieb Johann Richwin im Dienst von dessen Nachfolger Adolf von Schaumburg (reg. 1547–1556). 1547/48 gehörte er zur Kurkölner Gesandtschaft zum Reichstag in Augsburg, dort war er zugleich als Gesandter des Abtes Hermann von Holten von Werden und Helmstedt. Die Kölner Delegation zu diesem Reichstag bestand noch aus Eberhard Billick, Dr. Degenhard Haas, Dr. Anton Hausmann von Namedy († wohl 1562), Lic. legum Caspar Koch genannt Obsopaeus (1513–1555) und Dr. Hieronymus Einkürn († 1560).
1549 wurde Johann Richwin an den kaiserlichen Hof nach Brüssel gesandt, um Beschwerden des Erzstiftes gegen die Stadt Köln vorzutragen. Erzbischof Adolf bevollmächtigte 1550 als Vormund des Prinzen Wilhelm I. von Nassau-Dillenburg-Oranien den Grafen Hermann von Neuenahr und Moers, Hofmeister Claude de Bouton, Herr von Corbaron († 1556), Gottfried Gropper (1507–1571) und Johann Richwein sowie den Siegener Rat Wilhelm Knüttel (1510–1566), sein Mündel im Katzenelnbogener Erbfolgestreit zu vertreten.
1550/51 nahm Johann Richwin als Gesandter Erzbischof Adolfs am Augsburger Reichstag teil. Wiederum vertrat er zugleich Abt Hermann von Holten. Zur Kölner Gesandtschaft gehörten bei diesem Reichstag außerdem Dr. Hieronymus Einkürn, Wilhelm von Breidtbach, Herr zu Boritzheim (Bürresheim) († 1570). und Dr. leg. Heinrich Saltzburg (1522–1553). Im Mai 1551 unterzeichneten Richwin und Breidtbach für Kurköln den Nürnberger Abschied über die Ergänzung des Reichsvorrats zur Fortsetzung der Magdeburger Belagerung.
Zum 13. Mai 1552 wurden Johann Richwin und Wilhelm von Breidtbach für Kurköln als Mitglieder einer Gesandtschaft der rheinischen Fürsten zu König Heinrich II. von Frankreich, die am 9. Mai auf einem Fürstentag in Worms zusammengestellt wurde, nach Weissenburg im Elsass gesandt, um sich gegen Angriffe zu verwahren, nachdem dieser Metz besetzt hatte. Das Reichskammergericht bestellte Lic. Johann Reichwein, Lic. Christian von Herschbach († 1562) und Dietrich Schnehagen d. Ä. 1552 zu Kommissaren in einer Lehensstreitigkeit zwischen Franz Spies von Büllesheim (1490–1553) zu Mozenborn und Burg-Schweinheim und Dietrich von Monreal († 1557) zu Bolheim um einen Hof in Arnoldsweiler bei Düren.
1552 wird Wilhelm von Breidtbach-Bürresheim in einer Bürgschaftserklärung als „Amtmann zu Bonn“ bezeichnet. Er scheint als Untervogt fungiert oder die Funktion von Johann Richwin als Bonner Vogt übernommen zu haben, der gelegentlich ebenfalls als „Amtmann“ (praefectus) bezeichnet worden war.
Zeitgenössische Namensvettern waren der „Nuntius“ des Reichskammergerichtes Hans Reichwin aus Speyer, Johann Richwin († nach 1546), Markvogt zu Diekirch, sowie Lic. jur. Johann Richwin († 1560), Geistlicher und ab 1557 Offizial des Bistums Münster.

## Täuferprozess gegen die Witwe Clara von Witzelbach

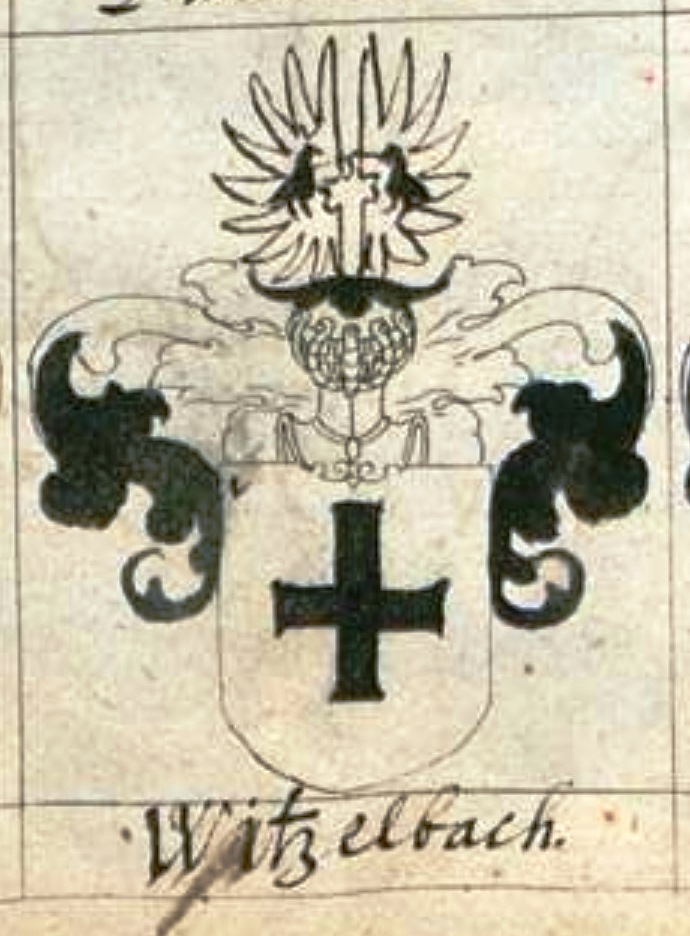
Wappen der Familie Witzelbach

Johann Richwin von Broich war verheiratet mit Clara von Witzelbach (* 1520/27; † 1565/71), Tochter von Georg (Jörg) von Witzelbach († 1519/27) und (⚭ II. um 1519) Margarete von Selbach genannt Loe († 1536/46), Erbin von Gevelinghausen. Claras Mutter hatte in zweiter Ehe Jaspar I. Ovelacker († vor 1556) zu Wischlingen geheiratet.
Wilhelm († vor 1563) und Dietrich († 1547) von Witzelbach (Witzelnbach) werden als Brüder der Clara Richwein geb. von Witzelbach erwähnt. Ihre Schwester Johanna Witzelbach (Johannette Wisselbach genannt Rump) († nach 1571) war I. mit Arndt Rump († vor 1559) zu Wenne und II. mit Jacob Feudingen verheiratet; ihre Halbschwester Anna Ovelacker († 1571/98) war I. mit Melchior Wrede († vor 1569) zu Mellen und II. mit Johann von der Recke († nach 1571) zu Uentrop verheiratet. Halbbrüder waren Heinrich Ovelacker († vor 1546), Dietrich Ovelacker († 1596/1601) zu Antfeld, verheiratet III. seit 1585 mit Irmgard von der Recke († 1592) zu Heessen, und Jasper II. Ovelacker († 1558) zu Gevelinghausen, seit 1551 verheiratet mit Elisabeth von Syberg (1534–1601) zu Westhofen
Im Oktober 1561 wurde die alte Vogtin von Bonn, die Witwe Clara Richwin von Broich, geborene von Witzelbach in einem Täuferverhör in Köln beschuldigt, mit ihrer Tochter Täuferversammlungen besucht zu haben. Sie wurde in der Nacht vom 22./23. Juni 1565 in einem Weinberghaus in der Nähe des Bayenturms als eine von insgesamt 59 Personen verhaftet und gab an, von Bonn aus nächtliche Versammlungen der Täufer (Mennoniten) in Köln besucht zu haben und um 1557/58 von Matthias Cervaes (1536–1565) im Hause des Thomas von Imbroich († 1558; hingerichtet) getauft worden zu sein. Cervaes, der unter den Festgenommenen war, wurde am 30. Juli öffentlich mit dem Schwert hingerichtet (enthauptet). Seine Witwe Adelheid von Tongern wurde am 28. September der Stadt verwiesen.
Weil Clara von Witzelbach aus einer vornehmen Familie stammte, wurde sie auf dem Ehrentor inhaftiert. In den Verhören beklagte sie, dass ihr nach dem Tod ihres Mannes durch Geistliche des Erzbischofs Adolf von Schaumburg schweres Unrecht zugefügt worden sei. Ihr Bruder – gemeint ist wahrscheinlich ihr Halbbruder Dietrich von Ovelacker († 1596/1601) zu Antfeld – verbürgte sich für sie, der Vogt von Bonn Wilhelm von Breidtbach zu Bürresheim bat – vergeblich – um Übergabe der Frau, um sie von ihrem Glauben abbringen, der kurkölnische Kanzler Franz Burkhart (* um 1515; † 1584) besuchte sie in der Haft. Anfang August 1565 verwandte sich Graf Hermann von Neuenahr und Moers, der zu diesem Zeitpunkt als Vormund die erbvogteilichen Rechte in Köln wahrnahm, für sie. Am 1. Oktober 1565 schließlich wurde Clara von Witzelbach, nachdem sie abgeschworen hatte, aus der Haft entlassen und der Stadt verwiesen. Unter dem Eindruck dieser Ereignisse und nach einem vierstündigen theologischen Gespräch mit dem gefangenen Matthias Cervaes am 12. Juli 1565 verfasste Georg Cassander eine neue Schrift über die Kindertaufe, die er Graf Hermann von Neuenahr und Moers widmete.
Die Bezeichnung der Bonner Vogtin als „Clara von Witzelbach geborene (oder: genannt) von Fliesteden“ beruht auf einer missverständlichen Formulierung der Sekundärliteratur, denn unter den Verhafteten waren auch zwei Frauen aus Fliesteden.

## Familie und Nachkommen
Als Kinder von Johann Richwin und seiner Frau Clara von Witzelbach werden 1561 eine Tochter, 1579 eine Tochter und ein Sohn Adolph Richwein († nach 1597) in Köln erwähnt; Vormund ihrer Vettern und Cousinen war Claras (bzw. ihres Mannes) „Vetter“ Eberhard (Evert) von Broich (Breech; von dem Bruch), der mit Gertrud von Reven zu Lohmar verheiratet war.

## Wappen
Johann Richwin von Broich führte wahrscheinlich auch das von Eberhard von Broich und seinen Töchtern Anna von Bruch (1563–1616), Konventualin in Stift Keppel, und Lucia von Broich († 1627), Äbtissin von Stift Vilich, geführte redende Wappen der ursprünglich nach Haus Bruch bei Kirchhundem benannten Familie der Vögte von Hundem:
Blasonierung: Auf schwarzem, mit goldenen Schindeln belegten Feld ein nach (heraldisch) links springender, goldener Hund.